# Sebeka
Sebeka és una població dels Estats Units a l'estat de Minnesota. Segons el cens del 2000 tenia 710 habitants.

## Demografia
Segons el cens del 2000, Sebeka tenia 710 habitants, 332 habitatges, i 188 famílies. La densitat de població era de 111,4 habitants per km².
Dels 332 habitatges en un 26,2% hi vivien nens de menys de 18 anys, en un 45,5% hi vivien parelles casades, en un 8,4% dones solteres, i en un 43,1% no eren unitats familiars. En el 40,7% dels habitatges hi vivien persones soles el 25% de les quals corresponia a persones de 65 anys o més que vivien soles. El nombre mitjà de persones vivint en cada habitatge era de 2,13 i el nombre mitjà de persones que vivien en cada família era de 2,86.
Per edats la població es repartia de la següent manera: un 23,9% tenia menys de 18 anys, un 8,3% entre 18 i 24, un 23% entre 25 i 44, un 19,9% de 45 a 60 i un 24,9% 65 anys o més.
L'edat mediana era de 41 anys. Per cada 100 dones de 18 o més anys hi havia 82,4 homes.
La renda mediana per habitatge era de 23.693 $ i la renda mediana per família de 36.429 $. Els homes tenien una renda mediana de 27.115 $ mentre que les dones 19.531 $. La renda per capita de la població era de 14.933 $. Entorn de l'11,7% de les famílies i el 17,8% de la població estaven per davall del llindar de pobresa.

## Poblacions més properes
El següent diagrama mostra les poblacions més properes.